# 海萨姆·阿里
海萨姆·阿里（1988年5月10日—）是一名巴西裔美国演员。他因饰演绰号“尼泰罗伊吸血鬼”的连环杀手以及在2024年电影《Play》中担任主角，扮演亨利·科斯塔而广为人知。在职业生涯初期，他从事活动推广和数字营销工作，并参加了2012年的真人秀节目《A Fazenda de Verão》。

## 早年生活
海萨姆·阿里于1988年5月10日出生于巴西圣保罗。 他的父亲是黎巴嫩人，母亲是巴西人。

## 教育背景
2022年，他从洛杉矶的斯特拉·阿德勒表演工作室毕业。

## 职业生涯
海萨姆·阿里于2009年开始从事活动推广工作。 他在圣保罗策划了一个名为“Velvet Club巡回派对”的活动系列，并在Daslu旧址的Buddha Bar举办了首场LGBTQA+活动， 有DJ萨曼莎·朗森参与。 后来，他将蒂沃利·莫法雷酒店的直升机停机坪改造成舞池。
2010年，阿里参与创建了一份请愿书，收集了10万个签名，以邀请Lady Gaga来巴西演出。
2012年，阿里受邀加入真人秀《Fazenda de Verão》的演员阵容。 由于在节目中遭受欺凌带来的压力和精神健康问题，他在43天后退出了节目。
2014年，他在R7.com上推出了一个名为《Sem Censura》的博客，内容包括对巴西名人如蒂西亚妮·皮涅罗的采访。该博客采用电视节目形式。
2017年，他搬到纽约，管理一家数字营销机构，与AT&T和Frontier Communications等品牌合作。
2022年，他搬到洛杉矶，全身心投入演员事业。他在斯特拉·阿德勒表演工作室学习。
2024年，阿里在短片《Play》中担任主演。 这部电影旨在提高人们对欺凌的认识。
同年，宣布他将在洛杉矶的一部戏剧中饰演被称为“尼泰罗伊吸血鬼”的凶手马塞洛·科斯塔·德·安德拉德。
2025年，海萨姆在加利福尼亚州洛杉矶的《罗密欧与朱丽叶》重拍版中饰演班伏里奥一角。

## 影视作品
- 2012年，《Fazenda de Verão》，作为演员阵容之一 [20]
- 2024年，《Play》，饰演亨利·科斯塔 [19]